# Кундикольський сільський округ
Кундико́льський сільський округ (каз. Құндыкөл ауылдық округі, рос. Кундыкольский сельский округ) — адміністративна одиниця у складі Баянаульського району Павлодарської області Казахстану. Адміністративний центр — село Кундиколь.
Населення — 1022 особи (2021; 1431 у 2009, 1908 у 1999, 2249 у 1989).
Станом на 1989 рік існувала Алексієвська сільська рада (села Алексієвка, Базарбек, Біржанколь, Єгіндибулак, Жапа, Карашат, Керегетас 1, Керегетас 2, Кизиласкер, Саржал). Села Базарбек, Керегетас-1, Керегетас-2 були ліквідовані 2004 року, села Жапа, Карашат, Кизиласкер, Сарижал — 2005 року.

## Склад
До складу округу входять такі населені пункти:
| Населений пункт   | Старі назви | Населення, осіб (1989) | Населення, осіб (1999) | Населення, осіб (2009) | Населення, осіб (2021) |
| ----------------- | ----------- | ---------------------- | ---------------------- | ---------------------- | ---------------------- |
| Базарбек, село    | -           | 18                     | 16                     | -                      | -                      |
| Біржанколь, село  | -           | 218                    | 202                    | 66                     | 53                     |
| Єгіндибулак, село | -           | 616                    | 591                    | 492                    | 395                    |
| Жапа, село        | -           | 11                     | -                      | -                      | -                      |
| Карашат, село     | -           | 23                     | 13                     | -                      | -                      |
| Кундиколь, село   | Алексієвка  | 1223                   | 1071                   | 873                    | 574                    |
| Керегетас-1, село | Керегетас 1 | 93                     | -                      | -                      | -                      |
| Керегетас-2, село | Керегетас 2 | 13                     | -                      | -                      | -                      |
| Кизиласкер, село  | -           | 18                     | 15                     | -                      | -                      |
| Саржал, село      | -           | 16                     | -                      | -                      | -                      |